# Alatoz
Alatoz és un municipi de la província d'Albacete. Està situat 47 km a l'est de la capital.
Té 585 habitants (INE 2007) i pertany a la comarca de La Manchuela. La seva altitud és de 860 m sobre el nivell del mar. En el terme municipal es troben oliveres, ametllers i cereals, petits horts i fonts naturals.

## Demografia
| 1900  | 1910  | 1920  | 1930  | 1940  | 1950  | 1960  | 1970  | 1981 | 1991 | 1996 | 2001 | 2005 |
| ----- | ----- | ----- | ----- | ----- | ----- | ----- | ----- | ---- | ---- | ---- | ---- | ---- |
| 1.192 | 1.346 | 1.477 | 1.873 | 1.442 | 1.541 | 1.291 | 1.042 | 873  | 713  | 683  | 648  | 605  |

## Administració
| Període      | Nom de l'alcalde/-essa  | Partit polític | Data de possessió |
| ------------ | ----------------------- | -------------- | ----------------- |
| 1979 - 1983  |                         |                | 19/04/1979        |
| 1983 - 1987  |                         |                | 28/05/1983        |
| 1987 - 1991  |                         |                | 30/06/1987        |
| 1991 - 1995  |                         |                | 15/06/1991        |
| 1995 - 1999  |                         |                | 17/06/1995        |
| 1999 - 2003  | Ana María Serrano Costa | PP             | 03/07/1999        |
| 2003 - 2007  | José Luis Serrano Gómez | PSOE           | 14/06/2003        |
| 2007 - 2011  | José Luis Serrano Gómez | PSOE           | 16/06/2007        |
| 2011 - 2015  | n/d                     | n/d            | 11/06/2011        |
| 2015 - 2019  | n/d                     | n/d            | 13/06/2015        |
| 2019 - 2023  | n/d                     | n/d            | 15/06/2019        |
| Des del 2023 | n/d                     | n/d            | 17/06/2023        |